# Steve Bruce
Stephen Roger Bruce, mais conhecido como Steve Bruce (Corbridge, 31 de dezembro de 1960), é um ex-futebolista e treinador de futebol inglês que atuava como zagueiro. Atualmente está sem clube.
Jogou profissionalmente por 21 anos, com destaque para suas passagens por Manchester United, Norwich City e Gillingham.

## Carreira como jogador

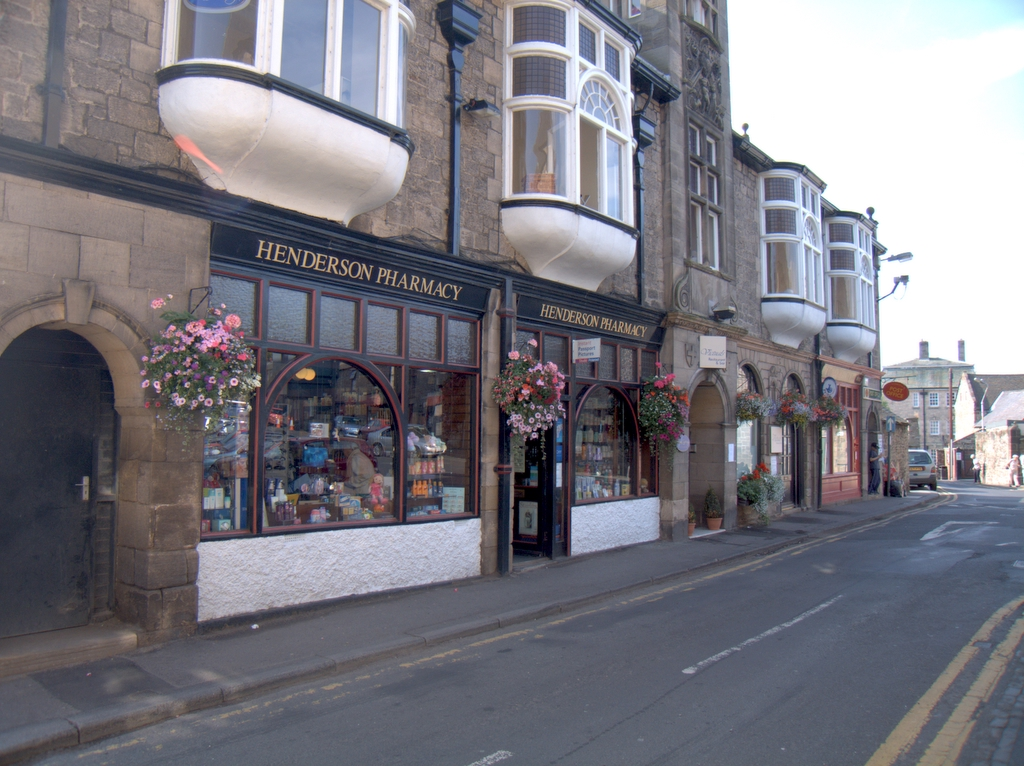
Rua em Corbridge, cidade natal de Bruce.

Nascido em Corbridge, Northumberland, Bruce era considerado um promissor futebolista no colégio, mas foi rejeitado por um número de equipes profissionais. Quando já pensava em desistir do sonho de se tornar um profissional, acabou recebendo uma chance no Gillingham, onde acabou sendo aceito, e, posteriormente, disputado mais de duzentas partidas profissionalmente (205 pela terceira divisão e 29 pelas Copas nacionais). Em 2009, foi incluído no Hall da Fama do Gillingham.
Acabou indo mais tarde para o Norwich City, ficando três temporadas e vencendo a Copa da Liga Inglesa de 1984–85 (foi eleito o melhor jogador da final) e a Football League Second Division de 1985–86. Em 1987, se transferiu para o Manchester United, onde conquistou 12 títulos, sendo também, o primeiro jogador inglês no século XX a conquistar um the Double como capitão da equipe. Apesar de seu sucesso em campo, ele nunca foi convocado para a seleção inglesa principal, tendo defendido o time Sub-18 por 8 jogos, além de uma partida pela seleção B, em 1987. Os comentaristas da época o descreveram como um dos melhores jogadores dos anos 1980 e 1990 a nunca defender sua seleção. Após 417 jogos oficiais e 52 gols pelo United, Bruce deixou o time em 1996, assinando com o Birmingham. Em 2 temporadas, chegou a ser o capitão da equipe, mas não conseguiu o acesso à Premier League, além de ter sido alvo de rumores de que poderia assumir o comando técnico do Birmingham até o final da temporada caso Trevor Francis fosse demitido,

## Carreira de treinador
Bruce iniciou sua carreira como treinador no Sheffield United, acumulando também a função de jogador na temporada 1998–99. Foi com a camisa dos Blades que o zagueiro encerraria a carreira dentro dos gramados, após 11 partidas disputadas.
Ele ainda passou um curto período no comando do Huddersfield Town, Wigan Athletic e Crystal Palace antes de assumir o Birmingham em 2001. Ele levou duas vezes os Blues para a classificação a Premier League durante sua permanência de quase seis anos, mas acabou renunciando ao cargo em 2007 para assumir novamente o Wigan Athletic. Ficou duas temporadas no comando da equipe do nordeste inglês, antes de se demitir para assumir o comando do Sunderland. Em outubro de 2011, após 98 jogos, Bruce foi demitido após os maus resultados na Premier League. O ex-zagueiro ainda comandou Hull City, Aston Villa, Sheffield Wednesday e Newcastle United, pelo qual torcia ainda na juventude.
Em 2021 foi demitido do Newcastle United e chegou a pensar em aposentadoria. Em fevereiro de 2022, foi anunciado como novo técnico do West Bromwich Albion, substituindo o francês Valérien Ismaël. Tendo assumido o cargo quando os Baggies estavam na sexta posição, Bruce foi demitido em outubro do mesmo ano, deixando o WBA em 22º na EFL Championship de 2022–23 (pior posição do clube na segunda divisão inglesa em mais de 2 décadas).

## Títulos

### Como jogador
Norwich City
- Copa da Liga Inglesa: 1984–85[5]
- Football League Second Division: 1985–86[6]

Manchester United
- Premier League: 1992–93, 1993–94, 1995–96[24]
- Copa da Inglaterra: 1989–90,[25] 1993–94, 1995–96[26]
- Copa da Liga Inglesa: 1991–92[26]
- Supercopa da Inglaterra: 1990[26], 1993,[26] 1994[26]
- Taça dos Clubes Vencedores de Taças: 1990–91
- Supercopa da UEFA: 1991[26]

Individual
- Premier League 10 Seasons Awards Domestic Team of the Decade[27]
- PFA Team of the Year: Division Two (1985–86), Division Three (1982–83, 1983–84)[28]
- Jogador do Ano do Gillingham: 1979–80, 1981–82[29]
- Jogador da Temporada do Norwich City: 1984–85
- Jogador da Temporada do Birmingham City: 1997–98[30]